# Jakub Chleboun
Jakub Chleboun (Litomyšl, 24 marzo 1985) è un calciatore ceco, difensore del České Heřmanice.

## Carriera

### Club
Ha giocato nella prima divisione ceca.

### Nazionale
Ha giocato nella nazionale ceca Under-19.